# Dendropsophus soaresi
Dendropsophus soaresi é uma espécie de anura da família Hylidae.
É endémica do Brasil.
Está ameaçada por perda de habitat.